# 莫尔尼科洛萨纳
莫尔尼科洛萨纳（義大利語：Mornico Losana），是意大利帕维亚省的一个市镇。总面积8.19平方公里，人口729人，人口密度89.0人/平方公里（2009年）。国家统计（ISTAT）代码为018101。